# Bolama (regio)
Bolama is een regio in Guinee-Bissau, met als hoofdstad Bolama. Het bestaat voornamelijk uit eilanden. De regio meet ruim 2600 km² en telde in 1991 ongeveer 26.700 inwoners. In 1979 had de regio nog 25.473 inwoners.

## Sectoren
Bolama is verdeeld in 3 sectoren:
- Bolama
- Bubaque
- Caravela (Uno)